# روبنز (آيوا)
روبنز (بالإنجليزية: Robins, Iowa) هي مدينة تقع في ولاية آيوا في الولايات المتحدة. تبلغ مساحة هذه المدينة 15.13 (كم²)، وترتفع عن سطح البحر 259 م، بلغ عدد سكانها 3142 نسمة في عام 2012 حسب إحصاء مكتب تعداد الولايات المتحدة.

## التركيبة السكانية
قام مكتب تعداد الولايات المتحدة بتحديد بيانات التركيبة السكانية لروبنز في تعداد الولايات المتحدة. في ما يلي، التركيبة السكانية حسب تعدادي 2000 و2010.

### تعداد عام 2000
بلغ عدد سكان روبنز 1,806 نسمة بحسب تعداد عام 2000، وبلغ عدد الأسر 592 أسرة وعدد العائلات 520 عائلة مقيمة في المدينة. في حين سجلت الكثافة السكانية 472.3 نسمة لكل ميل مربع (182.4/كم2). وبلغ عدد الوحدات السكنية 603 وحدة بمتوسط كثافة قدره 157.7 نسمة لكل ميل مربع (60.9/كم2).
وتوزع التركيب العرقي للمدينة بنسبة 98.17% من البيض و 0.17% من الأمريكيين الأصليين و 0.50% من الأمريكيين ذوي الأصول الآسيوية و 1.05% من عرقين مختلطين أو أكثر.
بلغ عدد الأسر 592 أسرة كانت نسبة 46.5% منها لديها أطفال تحت سن الثامنة عشر تعيش معهم، وبلغت نسبة الأزواج القاطنين مع بعضهم البعض 83.6% من أصل المجموع الكلي للأسر، ونسبة 2.2% من الأسر كان لديها معيلات من الإناث دون وجود شريك، وكانت نسبة 12.0% من غير العائلات. تألفت نسبة 9.3% من أصل جميع الأسر من أفراد ونسبة 1.9% كانوا يعيش معهم شخص وحيد يبلغ من العمر 65 عاماً فما فوق. وبلغ متوسط حجم الأسرة المعيشية 3.27، أما متوسط حجم العائلات فبلغ 3.05.
بلغ العمر الوسطي للسكان 37 عاماً. وكانت نسبة 33.0% من القاطنين تحت سن الثامنة عشر، وكانت نسبة 4.5% بين الثامنة عشر والأربعة وعشرون عاماً، ونسبة 30.5% كانت واقعةً في الفئة العمرية ما بين الخامسة والعشرون حتى والأربعة وأربعون عاماً، ونسبة 26.5% كانت ما بين الخامسة والأربعون حتى الرابعة والستون، ونسبة 5.6% كانت ضمن فئة الخامسة والستون عاماً فما فوق. يوجد لكل 100 أنثى 109.8 ذكر، ويوجد لكل 100 أنثى في الثامنة عشر من عمرها فما فوق 108.6 ذكر.
بلغ متوسط دخل الأسرة في المدينة 74,211 دولار، أما متوسط دخل العائلة فبلغ 76,666 دولار. وكان متوسط دخل الذكور 51,520 دولار مقابل 33,500 دولار للإناث. وسجل دخل الفرد الخاص بالمدينة 25,078 دولار. وكانت نسبة 0.4% من العائلات ونسبة 1.2% من السكان تحت خط الفقر، وكان من هؤلاء نسبة 1.2% تحت سن الثامنة عشر ولا أحد منهم في الخامسة والستين من العمر وما فوق.

### تعداد عام 2010
بلغ عدد سكان روبنز 3,142 نسمة بحسب تعداد عام 2010، وبلغ عدد الأسر 1,034 أسرة وعدد العائلات 911 عائلة مقيمة في المدينة. في حين سجلت الكثافة السكانية 538.9 نسمة لكل ميل مربع (208.1/كم2). وبلغ عدد الوحدات السكنية 1,072 وحدة بمتوسط كثافة قدره 183.9 لكل ميل مربع (71.0/كم2).
وتوزع التركيب العرقي للمدينة بنسبة 95.6% من البيض و 0.1% من الأمريكيين الأصليين و 2.1% من الأمريكيين ذوي الأصول الآسيوية و 0.1% من سكان جزر المحيط الهادئ و 0.7% من الأمريكيين الأفارقة و 1.0% من عرقين مختلطين أو أكثر.
بلغ عدد الأسر 1,034 أسرة كانت نسبة 46.5% منها لديها أطفال تحت سن الثامنة عشر تعيش معهم، وبلغت نسبة الأزواج القاطنين مع بعضهم البعض 83.8% من أصل المجموع الكلي للأسر، ونسبة 1.8% من الأسر كان لديها معيلات من الإناث دون وجود شريك، بينما كانت نسبة 2.4% من الأسر لديها معيلون من الذكور دون وجود شريكة وكانت نسبة 11.9% من غير العائلات. تألفت نسبة 8.6% من أصل جميع الأسر من أفراد ونسبة 3.5% كانوا يعيش معهم شخص وحيد يبلغ من العمر 65 عاماً فما فوق. وبلغ متوسط حجم الأسرة المعيشية 3.23، أما متوسط حجم العائلات فبلغ 3.04.
بلغ العمر الوسطي للسكان 39.1 عاماً. وكانت نسبة 31.1% من القاطنين تحت سن الثامنة عشر، وكانت نسبة 4.7% بين الثامنة عشر والأربعة وعشرون عاماً، ونسبة 24.5% كانت واقعةً في الفئة العمرية ما بين الخامسة والعشرون حتى والأربعة وأربعون عاماً، ونسبة 31.6% كانت ما بين الخامسة والأربعون حتى الرابعة والستون، ونسبة 8% كانت ضمن فئة الخامسة والستون عاماً فما فوق. وتوزع التركيب الجنسي للسكان بنسبة 51.1% ذكور و48.9% إناث.